# Donji Komren
Donji Komren (izvirno srbsko Доњи Комрен) je naselje v Srbiji, ki upravno spada pod Občino Niš; slednja pa je del Niškega upravnega okraja.

## Demografija
V naselju živi 4456 polnoletnih prebivalcev, pri čemer je njihova povprečna starost 36,8 let (36,8 pri moških in 36,9 pri ženskah). Naselje ima 1858 gospodinjstev, pri čemer je povprečno število članov na gospodinjstvo 3,08.
To naselje je, glede na rezultate popisa iz leta 2002, večinoma srbsko, a v času zadnjih 3 popisov je opazen porast števila prebivalcev.
|  |

| Demografija | Demografija     | Demografija     |
| Leto        | Št. prebivalcev | Št. prebivalcev |
| ----------- | --------------- | --------------- |
|             |                 |                 |
|             |                 |                 |
|             |                 |                 |
|             |                 |                 |
| 1948        | 589             |                 |
| 1953        | 666             |                 |
| 1961        | 1370            |                 |
| 1971        | 2850            |                 |
| 1981        | 4185            |                 |
| 1991        | 4919            | 4796            |
| 2002        | 5924            | 5725            |
|             |                 |                 |

| Etnična sestava po popisu iz leta 2002 | Etnična sestava po popisu iz leta 2002 | Etnična sestava po popisu iz leta 2002 | Etnična sestava po popisu iz leta 2002 | Etnična sestava po popisu iz leta 2002 |
| -------------------------------------- | -------------------------------------- | -------------------------------------- | -------------------------------------- | -------------------------------------- |
| Srbi                                   | Srbi                                   |                                        | 5.536                                  | 96,69%                                 |
| Romi                                   | Romi                                   |                                        | 63                                     | 1,10%                                  |
| Črnogorci                              | Črnogorci                              |                                        | 12                                     | 0,20%                                  |
| Makedonci                              | Makedonci                              |                                        | 12                                     | 0,20%                                  |
| Bolgari                                | Bolgari                                |                                        | 8                                      | 0,13%                                  |
| Jugoslovani                            | Jugoslovani                            |                                        | 4                                      | 0,06%                                  |
| Hrvati                                 | Hrvati                                 |                                        | 1                                      | 0,01%                                  |
| Ukrajinci                              | Ukrajinci                              |                                        | 1                                      | 0,01%                                  |
| Slovenci                               | Slovenci                               |                                        | 1                                      | 0,01%                                  |
| Rusi                                   | Rusi                                   |                                        | 1                                      | 0,01%                                  |
| Nemci                                  | Nemci                                  |                                        | 1                                      | 0,01%                                  |
| Vlahi                                  | Vlahi                                  |                                        | 1                                      | 0,01%                                  |
| Albanci                                | Albanci                                |                                        | 1                                      | 0,01%                                  |
| Neznano                                | Neznano                                |                                        | 61                                     | 1,06%                                  |